# 堅鰭柱光魚
堅鰭柱光魚，為黑頭魚科的其中一種，為深海魚類，分布於東大西洋冰島、法國南部至摩洛哥，包括馬得拉群島與亞速群島、茅利塔尼亞至幾內亞比索海域，深度1000-2000公尺，體長可達11公分，棲息在中層水域，生活習性不明。